# Język sukuma
Język sukuma – język z rodziny bantu, używany w Tanzanii przez lud Sukuma. W 2010 roku liczba mówiących wynosiła ok. 7,2 mln.